# Ivica (Ljubinje)
Pour les articles homonymes, voir Ivica.
Ivica (en serbe cyrillique : Ивица) est un village de Bosnie-Herzégovine. Il est situé dans la municipalité de Ljubinje et dans la république serbe de Bosnie. Selon les premiers résultats du recensement bosnien de 2013, il compte 58 habitants.

## Démographie

### Évolution historique de la population dans la localité
| 1948 | 1953 | 1961 | 1971 | 1981 | 1991 | 2013 |
| ---- | ---- | ---- | ---- | ---- | ---- | ---- |
| 396  | 404  | 367  | 289  | 195  | 99,  | 58   |

|  |

### Répartition de la population par nationalités (1991)
En 1991, les 99 habitants du village étaient tous serbes.